# De Molengoot
De Molengoot was een waterschap in de Nederlandse provincie Overijssel van 1883 tot 1958. 
De Gedeputeerde Staten van Overijssel besloten tot oprichting van het waterschap op 12 juli 1883. Op 5 september 1883 werd de oprichting van het waterschap bij Koninklijk Besluit bekrachtigd. Het was daarmee het eerste waterschap in noordoost Overijssel.
Tot 1888 vergaderde het bestuur van het waterschap in een café in Hardenberg tot het een machtiging van de gemeente Hardenberg kreeg om de vergaderingen te verplaatsen naar het stadhuis in de Voorstraat. Na klachten van het gemeentebestuur besloot burgemeester Jacobus Bloem in 1918 om de raadszaal van de gemeente niet langer te delen met het waterschapsbestuur en kon het waterschap alleen nog gebruikmaken van reguliere vergaderkamers. Hierop besloot het waterschapsbestuur unaniem dat vergaderingen "ten huize van de voorzitter zouden plaatsvinden om 'verdere onaangenaamheden' te voorkomen."
In 1937 ging het waterschap Kruserbrink op in De Molengoot en breidde het waterschap haar oppervlakte met 24 hectare uit. In 1943 breidde het waterschap opnieuw uit door gebied van het waterschap De Schanswetering over te nemen.
Na de bouw van het nieuwe gemaal De Molengoot in 1942 kreeg dit een extra functie als onderduikadres voor verzetsstrijders.
In 1958 ging het samen met de waterschappen Anerveen, Het Beerzerveld, Het Bruchterveld, Holtheme, Radewijk en Baalder, De Meene en Het Rheezer- en Diffelerveld op in het waterschap De Bovenvecht. De laatste vergadering van het bestuur van het waterschap vond plaats op 7 mei 1958.